# Léontios de Néapolis
Léontios de Néapolis (ou Léonce de Néapolis) est un évêque chypriote du VIIe siècle. Sa ville épiscopale, Néapolis, est l'actuelle Limassol. Il est l'auteur de deux Vies de saints conservées, probablement datables des années 640 : une Vie de Jean l'Aumônier (natif de Chypre) et une Vie de Syméon d'Émèse. La première des deux a été commanditée par Arcadios de Salamine, l'archevêque-primat de l'île († fin 641 ou début 642). Il avait également écrit une Vie de Spyridon de Trimythonte, qui est perdue. Lui est aussi attribué un Dialogue avec un Juif, contenant une défense de la vénération chrétienne des images, dont des fragments sont cités dans le traité Sur les saintes images de Jean Damascène et dans les Actes du concile de Nicée de 787.
Il est peut-être à identifier à l'évêque Léontius de Néapolis signalé comme participant du concile de Latran présidé en octobre 649 par le pape Martin Ier : il est peu probable que Néapolis de Chypre et Néapolis d'Italie (Naples) aient eu des évêques de même nom au même moment ; de plus, c'est en 649 que le musulman Muawiya s'empara de l'île de Chypre, les conquêtes musulmanes de l'époque ayant entraîné la fuite de nombreux religieux chrétiens vers l'Italie. Une lettre de l'archevêque Serge de Salamine (successeur d'Arcadios), adressée en 643 au pape Théodore Ier et affirmant l'opposition de l'Église de Chypre au monothélisme, fut lue pendant le concile.

### Édition des textes
- André-Jean Festugière (éd.), Léontios de Néapolis. Vie de Syméon le Fou et Vie de Jean de Chypre, Bibliothèque archéologique et historique, Paris, Geuthner, 1974.